# Ceratinella acerea
Ceratinella acerea är en spindelart som beskrevs av Chamberlin och Ivie 1933. Ceratinella acerea ingår i släktet Ceratinella och familjen täckvävarspindlar. Inga underarter finns listade i Catalogue of Life.